# Estación de Portimão
La Estación Ferroviaria de Portimão, más conocida simplemente por Estación de Portimão, es una plataforma ferroviaria de la Línea del Algarve, que sirve a la localidad de Portimão, en el distrito de Faro, en Portugal.

## Características y servicios

### Vías y plataformas
Esta estación tenía la clasificación D de la Red Ferroviaria Nacional y dos vías de circulación en 2004, teniendo cada una, en 2009, 347 metros de extensión; eran servidas por dos plataformas, teniendo una 132 metros de extensión y 55 centímetros de altura, y la segunda, 103 metros de extensión y 45 centímetros de altura. En enero de 2011, las dos vías de circulación ya habían sido ambas aumentadas hasta los 354 metros de longitud; la primera plataforma pasó a tener 154 metros de extensión y 45 centímetros de altura, mientras que la segunda fue modificada para poseer 160 metros de longitud y 40 centímetros de altura.

### Edificio de la estación
El edificio principal de la Estación presenta un tramo simple, revestido de mosaicos de azulejos con decoración vegetalista. El interior del edificio se encuentra revestido por un mosaico de azulejos de polvo de piedra, con medio relieve, del estilo típico del "Arte Nova"; estos azulejos, de patrón, son rematados por un friso propio y placas onduladas. El conjunto interior, de estilo policromático, se encuentra cubierto por una vidriera, de modo que le confiriese un brillo visible.

## Historia

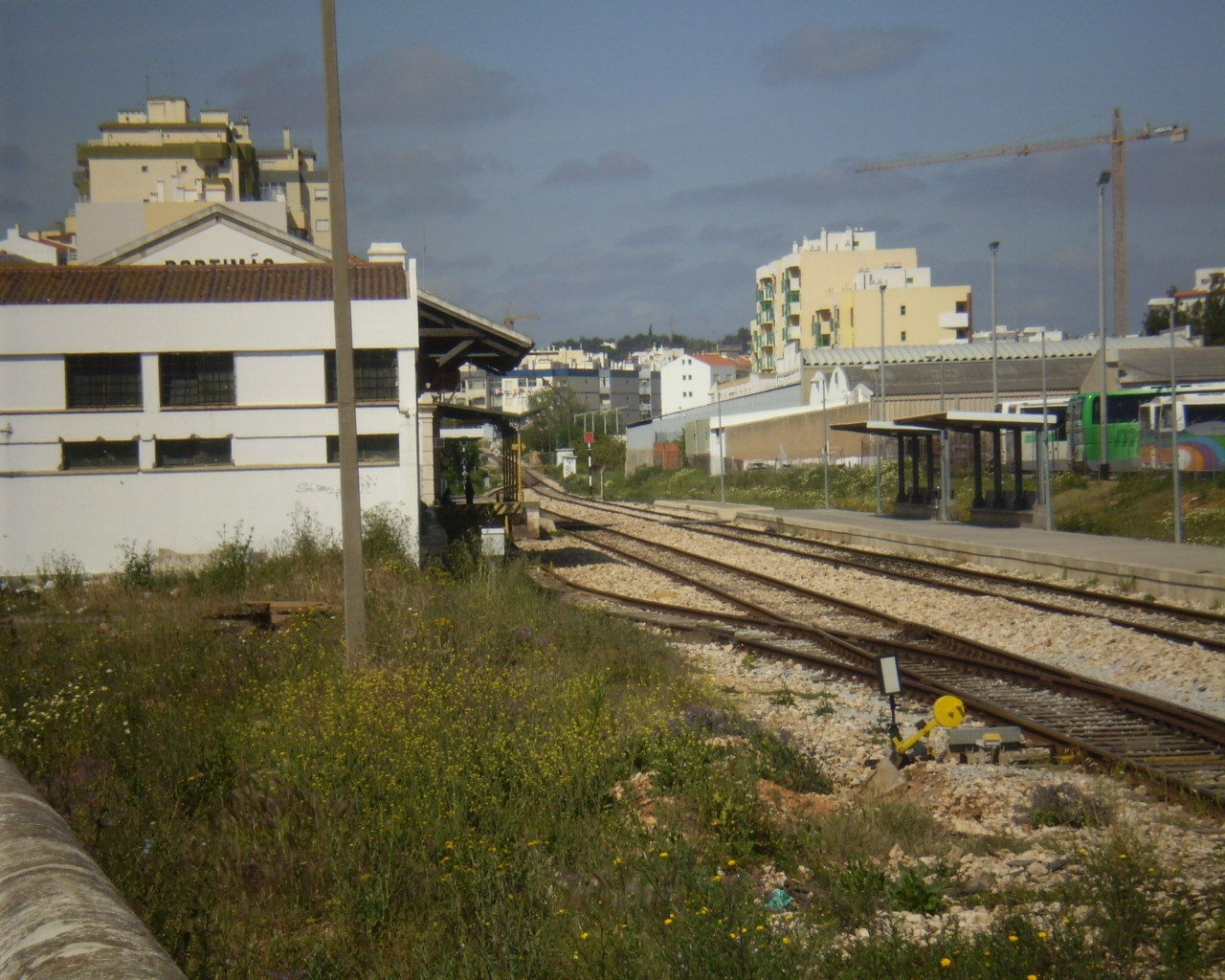
Vista general de las vías en la Estación de Portimão, en 2007.

### Construcción de la Línea del Sur hasta Faro y del Ramal de Portimão
El 1 de julio de 1889, es inaugurada la Estación de Faro y la respectiva conexión ferroviaria a Beja por la entonces denominada Línea del Sur. Para servir la localidad de Portimão, se comenzó a construir un ramal a partir de la Estación de Tunes, que fue abierto en tramos sucesivos; el primer tramo, hasta Algoz, entró en servicio el 10 de julio de 1889, habiendo llegado la vía a Silves el 1 de febrero de 1902.
La construcción del Ramal de Portimão fue terminada con la apertura del tramo entre Silves y Portimão, el 15 de febrero del 1903; debido al difícil relieve en aquella zona, la línea se mantuvo siempre al Sur del Río Arade, por lo que la estación original de Portimão se situaba en el margen izquierdo de aquel curso de agua.

### Construcción de la conexión ferroviaria hasta Lagos
El 20 de marzo de 1900, el ingeniero António da Conceição Parreira proyectó la continuación del Ramal de Portimão, a partir de Ferragudo, hasta Lagos; este plan contemplaba la instalación de una nueva estación de Portimão, en el margen derecho del Río Arade. No obstante, este proyecto fue progresivamente retrasado, debido, entre otros factores, a su reducida importancia, en relación con otros proyectos de ferrocarriles en Portugal, y a los elevados costos de construcción del Puente Ferroviario de Portimão.
Debido a la presión popular, fue construido, el 30 de julio de 1922, el tramo hasta Lagos, fue instalada una nueva plataforma ferroviaria en Portimão. Esta nueva estación fue inaugurada el 30 de julio de 1922. La antigua plataforma pasó a denominarse Ferragudo-Parchal.

### Otros desarrollos a lo largo delSigloXX
En 1926 fue montada una marquesina metálica sobre la estación frente al Edificio Principal; esta mejora fue pedida por los pasajeros desde su inauguración. Los pasajeros de esta estación se quejaron de la lentitud y atrasos constantes de los servicios, desde su apertura; en febrero de 1929, pasó a circular diariamente un servicio rápido. En 1934, la Comisión Administrativa del Fondo Especial de Ferrocarriles aprobó obras de rebajado de las líneas 2 y 3 de esta estación.
Durante el Siglo XX, la Compañía de los Caminhos de Ferro Portugueses organizó varias excursiones hasta la Playa de la Roca, siendo el transporte efectuado por comboi hasta la Estación de Portimão; cuando los excursionistas que llegaban a la estación, eran recibidos con varios festejos. En 1945, el edificio principal de la estación fue decorado, para conmemorar el fin de la Segunda Guerra Mundial.
Hasta la construcción del Jardín de Sárrea Prado, en 1947, los terrenos en los alrededores de la estación constituían un espacio contaminado e insalubre. Durante el Siglo XX, esta estación fue utilizada para embarcar corteza, en grandes cantidades. Junto a la estación existían dos depósitos de petróleo, abastecidos por ferrocarril, donde los vendedores ambulantes iban a buscar este combustible, para su distribución.

## SigloXXI

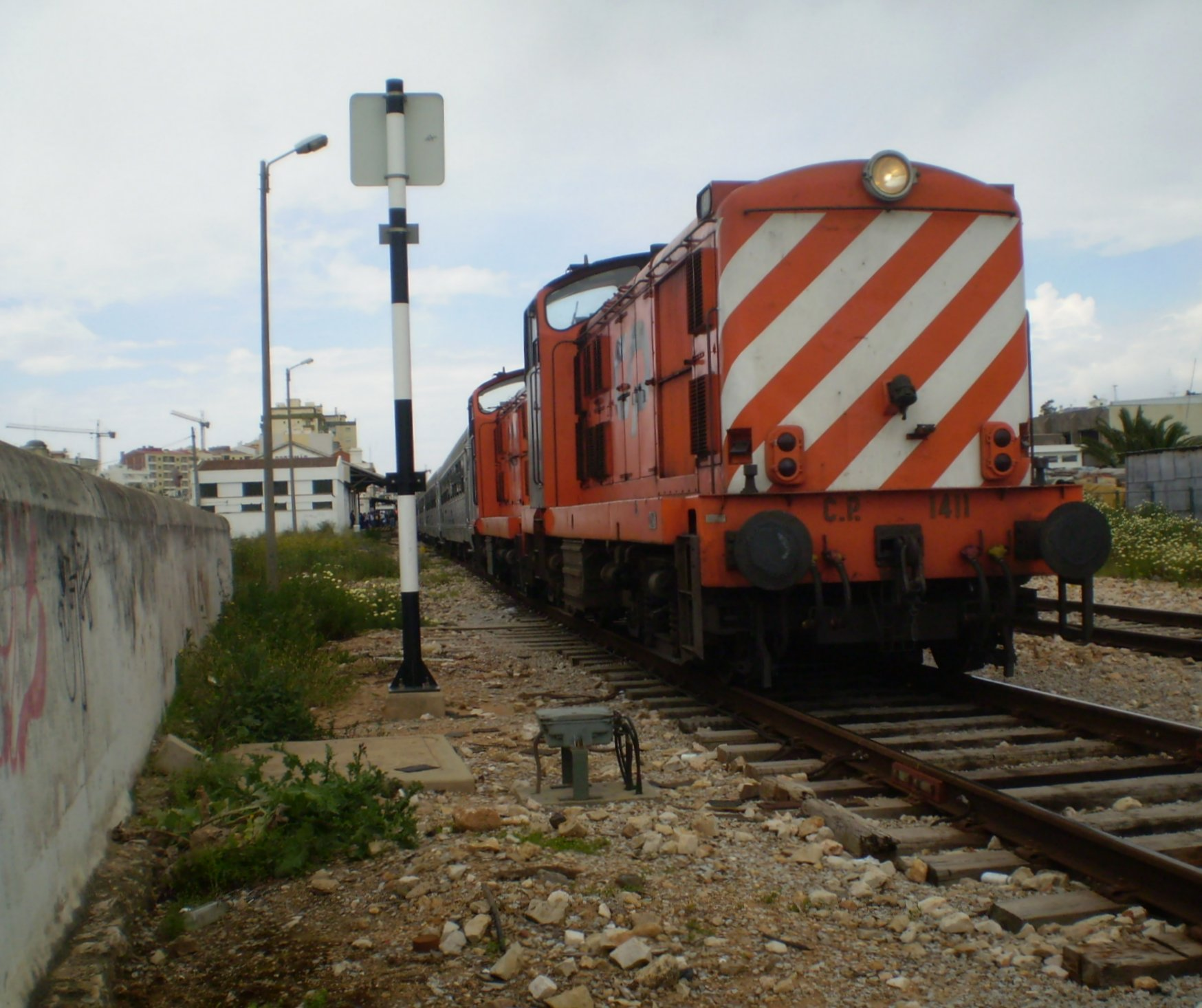
Comboi especial de la Fiesta del baloncesto, en la Estación de Portimão, en 2008.

En marzo de 2008, esta estación fue utilizada para el embarque y desembarque de varios equipos de baloncesto, para la Fiesta del baloncesto Juvenil, un evento deportivo que tuvo lugar en Portimão.
En 2008, la calidad del servicio ferroviario en esta plataforma fue puesta en causa, debido principalmente a la falta de funcionalidad y confort adecuados, además de que la reducida altura de las plataformas imposibilita el acceso al material circulante por parte de personas de movilidad reducida; un plan de la Cámara Municipal de Portimão pretendía resolver estos problemas, con la construcción de una nueva estación ferroviaria en la ubicación de la estación.
En octubre de 2009, la operadora Comboios de Portugal dispuso un transporte gratuito a todos los usuarios que se desplazasen a esta estación, procedentes del resto del Algarve, para participar en la mamaratona, un evento deportivo de beneficencia.